# Papiro Ebers

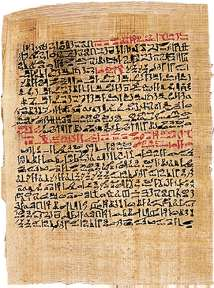
Papiro Ebers

El papiro Ebers es uno de los más antiguos tratados médicos y de farmacopea conocidos. Fue redactado en el antiguo Egipto, cerca del año 1500 antes de Cristo; está fechado en el 8.º año del reinado de Amenhotep I, de la dinastía XVIII. 
Descubierto entre los restos de una momia en la tumba de Assasif, en Luxor, por Edwin Smith en 1862, fue comprado a continuación por el egiptólogo alemán Georg Ebers, al que debe su nombre y su traducción. Se conserva actualmente en la biblioteca universitaria de Leipzig. 
Es también uno de los documentos escritos más largos encontrados del antiguo Egipto: se trata de un rollo de papiro de 110 páginas que mide más de veinte metros de longitud y unos treinta centímetros de alto, y contiene 877 apartados que describen numerosas enfermedades en varios campos de la medicina como la oftalmología, la ginecología, la gastroenterología y las correspondientes prescripciones, así como un primer esbozo de depresión clínica respecto al campo de la psicología.
La farmacopea egipcia de la época recurría a más de 700 sustancias, extraídas en su mayor parte del reino vegetal: azafrán, mirra, áloes, hojas de ricino, loto azul, extracto de lirio, jugo de amapola, resina, incienso, cáñamo, etc.
El papiro también incluye varios remedios obtenidos de insectos y arañas.

## Conocimientos médicos
El Papiro Ebers está escrito en hierático. Consta de 110 páginas que contienen algunas de las 700 fórmulas magistrales y remedios.
El papiro contiene un "tratado del corazón", destacando que el corazón es el centro del sistema sanguíneo, con vasos unidos a cada parte del cuerpo. Los egipcios describieron el corazón como el punto de reunión de numerosos vasos, los cuales, se creía en ese entonces; transportaban los distintos fluidos como la sangre, lágrimas, orina y el esperma. También tiene un capítulo para los desórdenes mentales, en el que se recoge trastornos tales como la depresión y la demencia.
Contiene además algunos capítulos con métodos de contracepción, métodos para el diagnóstico de embarazo, así como otros trastornos ginecológicos, dermatológicos (manchas, eczemas, acné...), enfermedades gastrointestinales, parasitarias, urológicas, además de la observación médica realizada sobre ambos aparatos sexuales; también se detallan algunas enfermedades oftalmológicas y cutáneas, odontológicas, tratamientos quirúrgicos de los abscesos y tumores, trastornos óseos y para las quemaduras. Proponía tratamientos mediante inmersiones de barro, encantamientos y aplicaciones de ungüentos sobre las zonas quemadas compuestos por una mezcla de estiércol de res, cera de abeja, cuerno de carnero, cebada triturada y resina.
Aparte de las recetas mágicas de los sacerdotes de la diosa Sekhmet, como el texto sobre la leche de una madre recién dada a luz para curar las quemaduras, un tanto extraño, se recogen varios ensalmos o "hechizos", junto con una breve farmacopea; para el tratamiento de las enfermedades antes descritas.